# Козлова, Екатерина Ивановна
Екатерина Ивановна Козлова (12 октября 1923, Москва — 9 января 2013, там же) — советский и российский юрист, специалист в области государственного права; доктор юридических наук (1974), профессор и заведующая кафедрой государственного права в Университете имени О. Е. Кутафина (МГЮА); соавтор двухтомного учебника «Государственное право Российской Федерации» (1993).

## Биография
Екатерина Козлова родилась в октябре 1923 года в Москве: по одним данным — 12 числа, по другим — 27. Когда ей было два года, её отца, работавшего в Народном комиссариате иностранных дел (в будущем — МИД СССР), перевели в недавно образованную Турцию; в Турции семья прожила четыре года. Во время Второй мировой войны, в 1941 году, Екатерина окончила среднюю школу и стала студенткой Московского станкостроительного института. В 1942 году она, в составе группы студентов ВУЗа, отправилась на лесозаготовки.
В 1943 году Козлова сменила специальность — она поступила в Московский юридический институт, который с отличием закончила в 1947. После получения высшего образования, она поступила в аспирантуру юридического института, где её научным руководителем стал профессор Степан Кравчук. Среди других учеников Кравчука был и будущий профессор Давид Златопольский (в аспирантуре брала академический отпуск). В мае 1953 года Козлова защитила кандидатскую диссертацию на тему «Городской Совет депутатов трудящихся» — стала кандидатом юридических наук. Ещё в 1951 году она стала работать ассистентом на кафедре государственного права, относившейся к Московскому юридическому институту — кафедрой руководил профессор Яков Уманский.
После года работы ассистентом на кафедре государственного права и советского строительства Московского государственного университета имени Ломоносова (МЮИ и юридический факультет МГУ были объединены), Козлова перешла на работу во Всесоюзный юридический заочный институт (ВЮЗИ; сегодня — Московский государственный юридический университет имени Кутафина). Здесь она проработала до конца жизни. В тот же период она являлась народным заседателем народного суда Краснопресненского района города Москвы.
После смерти профессора Александра Махненко, в период с 1972 по 1991 год, Козлова являлась заведующей кафедрой государственного права ВЮЗИ. В 1974 году она успешно защитила докторскую диссертацию на тему «Представительные органы как форма выражения воли советского народа» — стала доктором юридических наук. В 1979—1989 годах она также являлась депутатом четырёх созывов совета народных депутатов Бауманского района Москвы.
Козлова и Кутафин создали учебник «Конституционное право Российской Федерации» — за эту работу они были удостоены премии Президента РФ в области образования за 2001 год.
Козлова являлась членом секции государственного права методического совета Минвуза СССР; она входила в экспертный совет по праву Высшей Аттестационной комиссии России и в научно-экспертный совет при председателе российской Государственной Думы. Кроме того, она была членом общественного консультативного совета, созданного при правовом управлении Госдумы РФ и научно-методического совета, образованного при российской Центральной избирательной комиссии. Принимала участие в разработке федерального закона «О гражданстве», вступившего в силу в 1995 году и неоднократно выступала в роли эксперта при рассмотрении дел Конституционным судом РФ.

## Основные работы
- «Государственное право Российской Федерации» (1993) — в соавторстве с профессором Олегом Кутафиным; Премия Президента Российской Федерации в области образования за 2001 год.